# Rivière au Rat (Weedon)
La rivière au Rat est un tributaire de la rivière Saint-François qui coule dans la municipalité de Weedon, dans la municipalité régionale de comté (MRC) de Le Haut-Saint-François, dans la région administrative de l'Estrie, au Québec, au Canada.

## Géographie
Les bassins versants voisins de la rivière au Rat sont :
- côté nord : rivière Saint-François, lac Louise ;
- côté est : Lac Elgin ;
- côté sud : rivière au Saumon ;
- côté ouest : rivière Saint-François, rivière au Saumon.

La rivière au Rat prend sa source en milieu forestier sur la limite des anciennes municipalités de Weedon et Fontainebleau, du côté ouest du chemin de la mine, à l'ouest du lac Elgin et à l'est du lac Louise.
Son cours d'environ 8 km se dirige d'abord vers le sud-ouest en parallèle (côté sud-est) à la rivière Saint-François, puis s'oriente vers le nord-ouest en longeant le chemin de Fontainebleau, jusqu'à son embouchure. Son cours passe à 1,2 km au nord du centre du village de Fontainebleau .
La rivière au Rat se déverse sur la rive sud de la rivière Saint-François, à 240 m en amont du pont du chemin de Fontainebleau et à 1,0 km en aval de l'embouchure du lac Louise.

## Toponymie
Le toponyme rivière au Rat a été officialisé le 5 décembre 1968 à la Commission de toponymie du Québec.